# Colbie Caillat

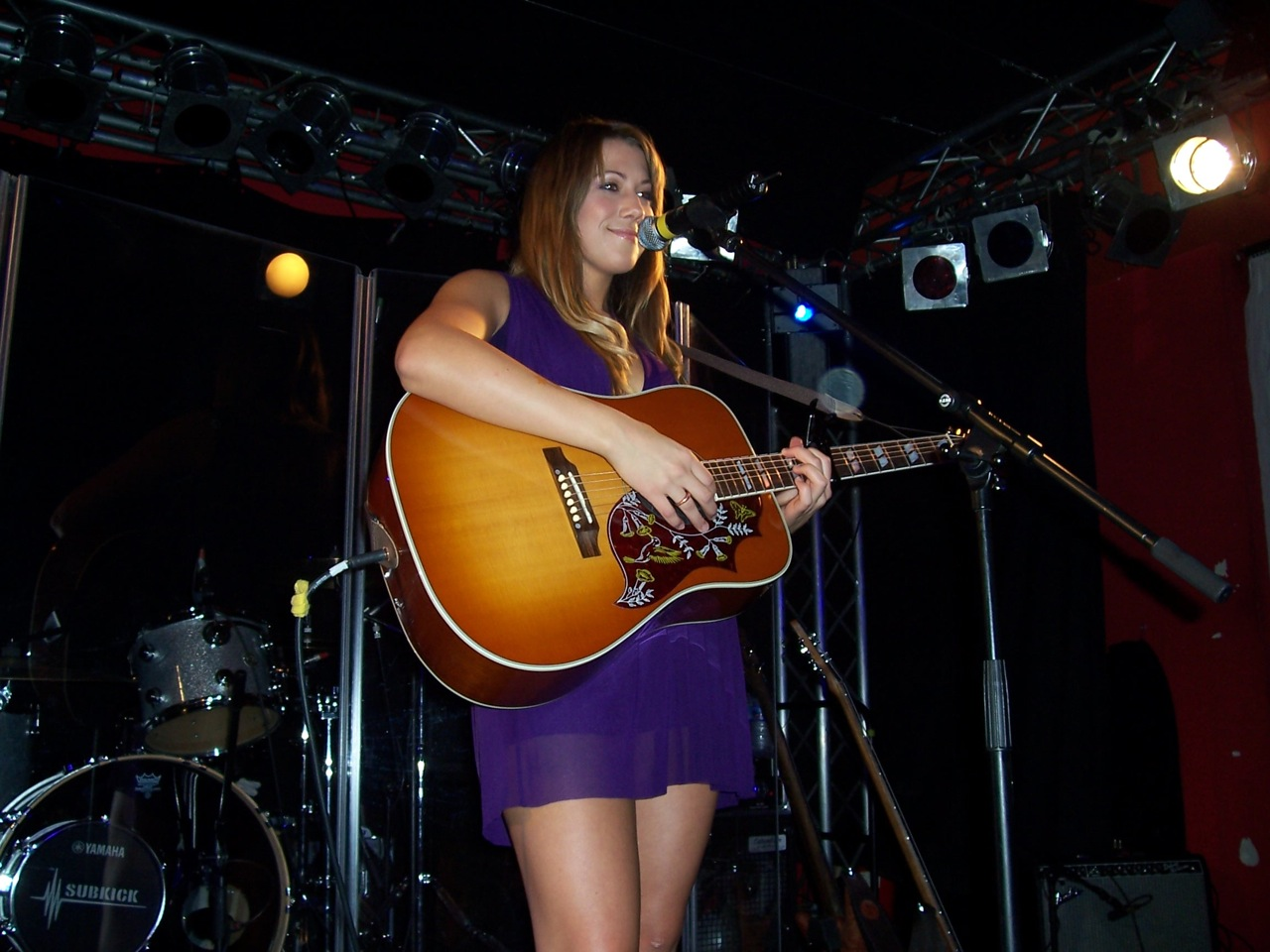

Colbie Caillat (ˈkoʊlbi kəˈleɪ/), född Colbie Marie Caillat den 28 maj 1985 i Malibu, Kalifornien, är en amerikansk sångerska, låtskrivare och gitarrist, uppväxt i Newbury Park, Kalifornien. Hon är dotter till skivproducenten Ken Caillat, som har producent några av hennes album. Familjen är av franskt ursprung. Caillat är sedan 2009 i förhållande till musikern Justin Young, som brukar uppträda tillsammans med henne på turnéer. De förlovade sig 2015.
Hennes singel Bubbly, från debutalbumet Coco, blev 2007 en stor hit, bland annat nr 5 på USA-listan och nr 6 på Sverige-listan. 2008 spelade hon in duetten "Lucky" med Jason Mraz, till hans album We Sing, We Dance, We Steal Things som sedan vann en grammy. Colbie Caillat har sjungit in singeln Try, som har blivit en stor succé eftersom den handlar om skönhetsideal men att man duger precis som man är.

## Diskografi
Album
- 2007 – Coco
- 2009 – Breakthrough
- 2011 – All Of You
- 2012 – Christmas in the Sand
- 2014 – Gypsy Heart
- 2016 – The Malibu Sessions

Singlar
- 2007 – "Bubbly"
- 2007 – "Mistletoe"
- 2007 – "Realize"
- 2008 – "The Little Things"
- 2008 – "Somethin' Special (Beijing Olympic Mix)"
- 2008 – "Midnight Bottle"
- 2009 – "Fallin' For You"
- 2010 – "I Never Told You"
- 2014 – "Try"